# Rey Chocolate
Rey Chocolate es una banda Nu Metal nacida a fines de los noventa, protagonista en la oleada chilena de Aggro Metal.
Fue fundada por Pablo Rodas (bajo), Christian González (guitarra), Eugenio Marín (batería) y Nelson Norambuena (voz).

## Historia
Los primeros pasos del grupo fueron continuas presentaciones en Santiago durante un par de años, hasta que en 1998 se les presentó la oportunidad de telonear a la banda Roquera Argentina Babasónicos en la discoteca Blondie de Santiago.A fines de ese año Nelson abandonó la banda.En 1999 entró en su lugar Ricardo Quinteros, exvocalista de Santoad, un grupo que si bien seguía una línea afín a la de Rey Chocolate, era más extremo, con la llegada de Ricardo la banda siguió un rumbo musical devastador y agresivo siendo una de las bandas más importantes de su tipo en Chile.

### Primer Ep"Rey Chocolate"
Con esta nueva alineación graban su primer disco el EP de siete canciones Rey Chocolate (2000), registrado en agosto de ese año,difundido de manera independiente por todo Chile lo que les permitió realizar pequeñas giras a lo largo de todo el país.
Luego de diversos show en la capital y regiones dado el gran éxito de la banda y el auge que tuvo el Aggro metal en esos años llevó al bajista Pablo Rodas, junto a músicos de otras bandas como Rekiem a crear en el año 2001 el recordado Aggrofest, festival que en cuatro versiones reunió a gran cantidad de bandas chilenas con Rey Chocolate como plato fuerte durante años.
En ese mismo año ingresa a la banda Lucas Kaulen que se haría cargo de las secuencias y máquinas del grupo.

#### Niv
En septiembre del 2002, Rey Chocolate grabó su nuevo disco, NIV editado al año siguiente. Es un álbum de trece temas, con más de 55 minutos de un sonido crudo y devastador que mezclando diferentes técnicas de sonido y una voz gutural descarnada marco un antes y un después en la banda.Este disco también es grabado de forma independiente distribuido por el sello "virus music",NIV  es el nombre de un pre-mezclador muy  antiguo que uso la banda  para registrar casi la mayoría de los temas del disco.
El 2003 se aprovechó de difundir al máximo NIV  con gran éxito para el año 2004 firmar con BTS discos sello y productora especializada en el sonido Aggro metal,gracias a este respaldo fueron invitados en numerosas ocasiones como artistas principales a los festivales iconos del género en Chile "Back to school" y "Fuck to school" que congregaba aproximadamente a más de 500 jóvenes asistentes por recital,todos eufóricos ante las presentaciones de los artistas que el cartel ofrecía en aquellos años.
El año 2004 marca fuertemente a la banda y a la escena de la época con el inesperado suicidio de Julián Durney guitarrista integrante de la banda Rekiem que trajo consigo el fin del gran festival Aggrofest,perdiendo una plataforma de difusión clave para el movimiento,Julián Durney era un pilar fundamental en el movimiento y su deceso hasta el día de hoy es recordado como uno de los golpes más duros a la escena Aggro Metal Chilena. 

##### Tripa
El año 2005  Rey Chocolate se dedicó a  componer y arreglar su tercer disco, Tripa un trabajo diferente a los pasados, ya que reúne tres conceptos en los que el grupo había trabajado: seis temas grabados en vivo en una celebrada presentación en la discoteca Laberinto, cuatro temas nuevos con un nuevo concepto más roquero y poderoso, y dos re-mezclas que muestran la parte más  visceral de Rey Chocolate, plasmada en sonidos electrónicos de alta densidad. Temas de este disco como «No respuestas» o «Estados alterados» se convirtieron en los favoritos del público.

#### Invitados para abrir el recital de Slipknot  en Chile
En septiembre de este mismo año Rey chocolate tiene la oportunidad de telonear a la banda estadounidense Slipknot recibiendo una inolvidable respuesta de los siete mil asistentes al velódromo del Estadio Nacional que saltaron y corearon sus canciones de principio a fin, siendo una experiencia muy significativa para la banda,que recuerdan con mucha alegría su participación en este gran recital.

##### El llamado del miedo
El 2006 la banda fue invitada a participar en el soundtrack de la película “Solos” de Jorge Olguín estrenada el 2007. Entonces entraron a grabar el tema “El llamado del miedo” en el estudio Pulso de Marcos Pérez. Tema que formaría parte de su último disco en estudio varios años después.

###### Salida de Pablo Rodas
Luego de su exitosa presentación con Slipknot uno de los gestores de la banda, su bajista Pablo Rodas decide retirarse de la banda por motivos personales y cambios de intereses, este fue un duro golpe para el grupo que incluso pensó en disolverse ya que aseguran en su documental que más que una banda son una familia y que la salida de Pablo Rodas dejó un vació muy grande.
Luego de esto Eugenio Marin en una junta de camaradería  invita a  Francisco Cruzat vocalista de Audiopsicotica amigo de la banda  a  participar activamente de Rey Chocolate quien aprende rápidamente a tocar Bajo, impresionando a los demás integrantes con su velocidad y virtuosismo. Dándole un segundo aire a la banda.

###### Invocando a los Espíritus del mal
Luego de la salida de Pablo, y con formación nueva, la banda organiza una sesión en vivo, donde solo experimentan con sonidos nuevos, esto fue grabado en el estudio Manorecords de Eugenio Marín por Mauricio Jadrievic, sonidista de toda la vida de la banda. Esto se logra en un solo día.

###### Rey chocolate y los invasores del espacio
Con la llegada de Francisco Cruzat la banda toma un nuevo aire,algo que ellos ven como una evolución,atreviéndose a ocupar una nueva fórmula más Roquera en sus canciones saliendo del estilo "Aggro" que los caracterizó por tantos años pero manteniendo su rudeza y convicción. 

###### Despedida del Rey
En el año 2009 la banda decide hacer un receso con una tocata de despedida en el galpón Alameda llena de nostalgia donde contaron con integrantes de las bandas más emblemáticas de la escena Nu Metal Nacional como invitados, también se proyecta un documental desde los inicios hasta el día donde deciden terminar la etapa activa de la banda, contando también con la participación de su Bajista y uno de los fundadores del grupo Pablo Rodas en la interpretación de temas clásicos de la banda, siendo una tarde para el recuerdo donde Rey Chocolate demostró que más que una banda eran hermanos compartiendo el mismo sentimiento y pasión por la música que crearon por tantos años. 

##### Quien eres?
Ya con la banda fuera de los escenarios y ensayos, el año 2014 se juntan a grabar otra sesión de impovisación, esta vez en los Estudios Rockaxis. Grabado por Mauricio Jadrievic y mezclado por Eugenio Marín.

###### Actualidad
En la actualidad Rey chocolate se  reúne y presenta en diferentes festivales conmemorativos de la escena Nu Metal compartiendo escenario con bandas icónicas del género,entregando la misma energía y pasión que los ha caracterizado desde sus inicios.  

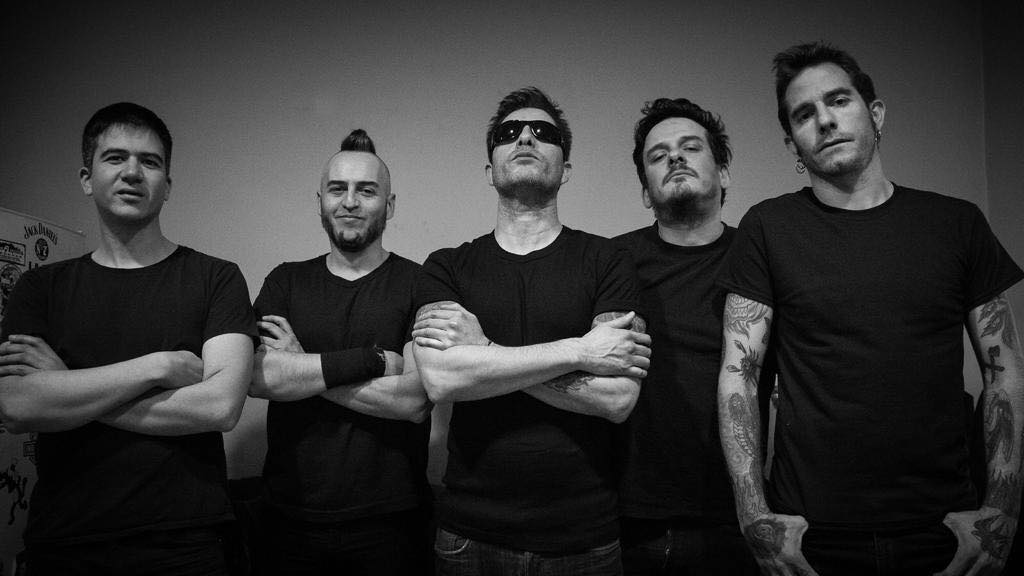
Rey Chocolate Mayo de 2019

En sus últimas presentaciones han repasado los éxitos de toda su discográfia,presentándose con Raza y diferentes bandas emergentes,logrando siempre un recibimiento muy carismático del público que los sigue desde sus inicios, coreando en completo éxtasis clásicos como "Náuseas Nocturnas","Nueva Especie" y "Fobia" .Con la misma pasión que se entrega la banda en cada recital se desatan los fanáticos logrando una total conexión musical que perdura a través de los años y parece no tener fin.    

## Discografía
- - Rey Chocolate (2000)
  - NIV (2002)
  - Tripa(2005)
  - Invocando los espíritus del mal (2006)
  - Rey chocolate y los invasores del espacio(2009)
  - Quien eres? (2015)
  - Lid Matriz (2024)